# المصرية القابضة للمطارات والملاحة الجوية
الشركة المصرية القابضة للمطارات والملاحة الجوية هي شركة قابضة حكومية مصرية، إحدى الشركات التابعة لوزارة الطيران المدني، حيث صدر قرار رئيس جمهورية مصر العربية رقم 71 لسنة 2001 بإعادة تنظيم الهيئة المصرية العامة للطيران المدني ورئاسة قطاع الطيران المدني وطبقًا لأحكام هذا القرار تغير مسمى الهيئة إلى: الهيئة المصرية للرقابة على الطيران المدني وصدر القرار الجمهوري رقم 72 لسنة 2001 بإنشاء الشركة القابضة للطيران والتي تعمل وفقا لأحكام القانون رقم 203 لسنة 1991 الخاص بقطاع الأعمال العام.
في 11 مارس 2002 صدر قرار رئيس الجمهورية رقم 56 لسنة 2002 بتنظيم وزارة الطيران المدني حيث تم فصل جهات وهيئات الطيران المدني عن وزارة النقل وتم إنشاء وزارة للطيران المدني تتبعها الهيئة المصرية للرقابة على الطيران المدني (تم إلغاؤها فيما بعد سنة 2002)، الشركة القابضة للطيران (تغير المسمى ليصبح "الشركة المصرية للمطارات ")، شركة تكنولوجيا معلومات الطيران (AVIT)، هيئة ميناء القاهرة الجوي ( وتحول فيما بعد إلى شركة ميناء القاهرة الجوي)، الهيئة العامة للأرصاد الجوية، مؤسسة مصر للطيران (تحولت بعد ذلك إلى الشركة القابضة لـمصر للطيران)، وهيئة المعهد القومى للتدريب على أعمال الطيران المدني. (تحول فيما بعد إلى الأكاديمية المصرية لعلوم الطيران)

## الشركات التابعة
- الشركة المصرية للمطارات .[2]
- شركة ميناء القاهرة الجوي.[3]
- شركة تكنولوجيا معلومات الطيران (AVIT).[4]
- الوطنية لخدمات الملاحة الجوية[5]
- شركة ايروتل للفنادق والخدمات السياحية [6]
- شركة إيروسبورت للخدمات الرياضية و الترفيهية [7]
- شركة إيماك العقبة للتنمية السياحية.[8]

-

## وصلات خارجية
- الموقع الرسمي للشركة.
- الصفحة الرسمية للشركة على موقع فيس بوك.